# 25384 Partizánske
(25384) Partizánske, denumire internațională (25384) Partizanske, este un asteroid din centura principală de asteroizi.

## Descriere
25384 Partizánske este un asteroid din centura principală de asteroizi. A fost descoperit pe 18 octombrie 1999 la Observatorul din Ondřejov de Peter Kušnirák. Asteroidul prezintă o orbită caracterizată de o semiaxă mare de 3,16 ua, o excentricitate de 0,08 și o înclinație de 11,7° în raport cu ecliptica.